# Tekla Swedlund
Tekla Emilia Swedlund, född 10 juli 1871 i Gävle, död 10 augusti 1948 i Gävle, var en svensk gymnastikdirektör och sjukgymnast.
Swedlund introducerade 1896 basket i Sverige.

## Biografi
Tekla Swedlund växte upp på Norra Skeppargatan i Gävle tillsammans med fyra syskon. Modern skötte hemmet och fadern arbetade som läroverksadjunkt på Vasaskolan. Med ett undantag följde barnen i faderns pedagogiska fotspår. De tre systrarna, Majken, Bibbi och Tekla Swedlund, arbetade alla tre under många år på Högre flickskolan i Gefle, i folkmun kallad ”Själanderska”. Brodern Gustaf var major på I 14 och gymnastiklärare på Borgarskolan. Den femte i syskonskaran, Pelle, var bildkonstnär och under en period intendent på Thielska galleriet i Stockholm. Tillsammans med sina systrar tog Tekla Swedlund över föräldrahemmet.
Tekla Swedlund avlade studentexamen som privatist på Gävle högre allmänna läroverk 1889. Då var hon och hennes tre studiekamrater bland de första kvinnliga studenterna i Sverige. Därefter tog intresset för gymnastik och sjukgymnastik Tekla Swedlund till Stockholm och en gymnastikdirektörsutbildning på Gymnastiska centralinstitutet (GCI). Efter avslutad utbildning reste hon till USA tillsammans med vännen Eva Clason och arbetade som sjukgymnast med egna patienter. Hon var verksam både i Baltimore och i Washington D.C. Under sin tid i USA stötte hon på en ny idrott, basketboll. Hon tyckte om spelet och när hon återvände till Sverige tog hon med sig reglerna hem. Tekla Swedlund blev därmed den första i Sverige att introducera idrottsgrenen när hon under hösten 1896 lärde ut den till både pojkar och flickor i Gävle.
Under sitt fortsatta yrkesverksamma liv arbetade Tekla Swedlund som gymnastiklärare och sjukgymnast i Gävle. Hon deltog i fortbildningskurser som arrangerades av Gymnastiska centralinstitutet och höll genom brevväxling kontakt med sina kurskamrater från tiden på gymnastikdirektörsutbildningen i Stockholm.
Vid sidan av arbetet var Tekla Swedlund en engagerad medlem i flera lokala föreningar. I många år var hon en central person i Gefle Kvinnliga Gymnastikförening, först som tränare i 23 år och senare även som föreningens ordförande. Som styrelsemedlem i Vita bandet medverkade hon till inrättandet av ett sommarhem, ett vilohem för fabriksarbetande kvinnor som öppnades i Överhärde i Valbo strax utanför Gävle. När nybildade Gefle Stugförening tog över ansvaret för sommarhemmet blev Tekla Swedlund under många år föreningens ordförande.
Tekla Swedlund avled 1948 och hon är gravsatt på Gamla kyrkogården i Gävle.